# Comté de Noble (Indiana)
Pour les articles homonymes, voir Comté de Noble.
Le comté de Noble (anglais : Noble County) est un comté de l'État de l'Indiana, aux États-Unis. Le siège du comté est Albion. Selon le recensement de 2000, sa population est de 46 275 habitants. Le comté a été fondé en 1836 et doit son nom à James Noble, premier sénateur de l'Indiana.

## Comtés adjacents
- Comté de Lagrange (nord)
- Comté de Steuben (nord-est)
- Comté de DeKalb (est)
- Comté d'Allen (sud-est)
- Comté de Whitley (sud)
- Comté de Kosciusko (sud-ouest)
- Comté d'Elkhart (nord-ouest)

## Principales villes
- Albion
- Avilla
- Cromwell
- Kendallville
- LaOtto
- Ligonier
- Rome City